# Polyrhaphis argentina
Polyrhaphis argentina là một loài bọ cánh cứng trong họ Cerambycidae.